# Águas Lindas de Goiás
Águas Lindas de Goiás este un oraș în Goiás (GO), Brazilia. 